# Gort (Ierland)
Gort (Iers: An Gort) is een dorp in het Ierse graafschap Galway. De plaats ligt in het zuiden van het graafschap, dicht bij de grens met county Clare.
Gort heeft sinds 2010 weer een station aan de lijn tussen Galway en Ennis. De M18, de snelweg tussen Galway en Limerick, loopt langs de plaats.